# Bonnet (żagiel)
Bonnet (ze starofr., rodzaj materiału) – stosowany na XIV-XVI wiecznych żaglowcach żagiel. Umożliwiał zmniejszanie powierzchni ożaglowania poprzez podział jednego żagla rejowego w poziomie na dwie wiązane ze sobą części. Dowiązany pod żaglem zasadniczym żagiel nazywa się bonnet.
Rozwinięciem tego sposobu zmniejszania powierzchni żagli rejowych było (żaglowce XVIII-XX w.) wyposażanie żagli rejowych w refbanty i refowanie ich poprzez podwiązanie odcinka żagla pod refbantą przy pomocy refsejzingów. Następnym krokiem było zwiększenie liczby żagli rejowych przy zmniejszeniu ich powierzchni. Współczesne żaglowce najczęściej mają żagle nie przewidziane do refowania; zmniejszenie powierzchni żagli realizuje się przez zwinięcie całych żagli.
Czasem stosowano jeszcze żagiel podwiązany poniżej bonneta. Żagiel ten nosi nazwę drabler.